# Konkatedra Wniebowzięcia Najświętszej Maryi Panny w Opawie
Konkatedra Wniebowzięcia Najświętszej Maryi Panny w Opawie (czes. Konkatedrála Nanebevzetí Panny Marie v Opavě) – rzymskokatolicka konkatedra diecezji ostrawsko-opawskiej w Czechach. Mieści się w Opawie, przy Rybím trhu (Targu Rybnym).
Została wybudowana w drugiej połowie XIV wieku w stylu gotyckim z surowego ceglanego muru. Konsekrowana 12 czerwca 1789 przez biskupa Karela Godefrieda von Rosenthala.

## Galeria

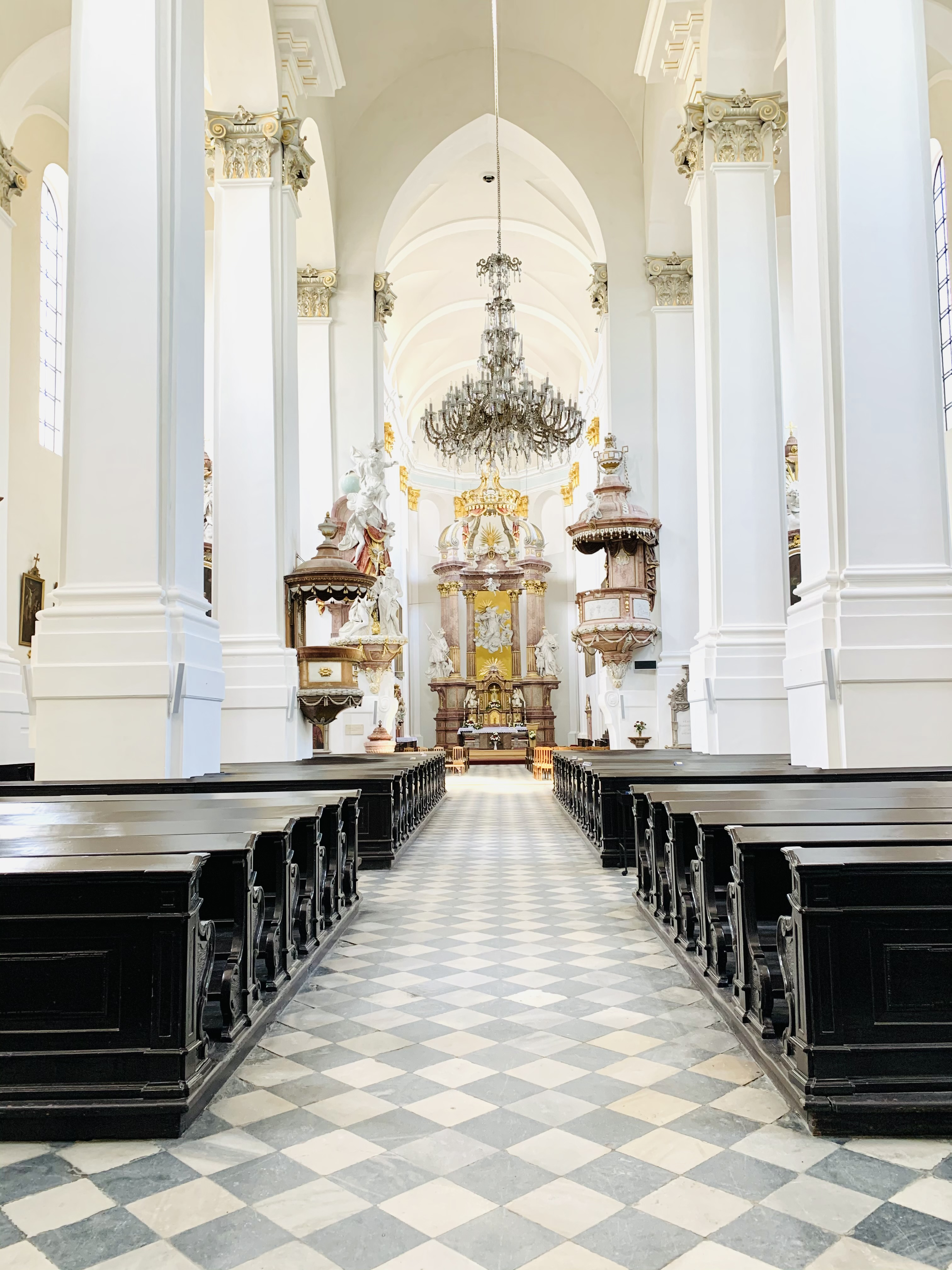
Nawa główna
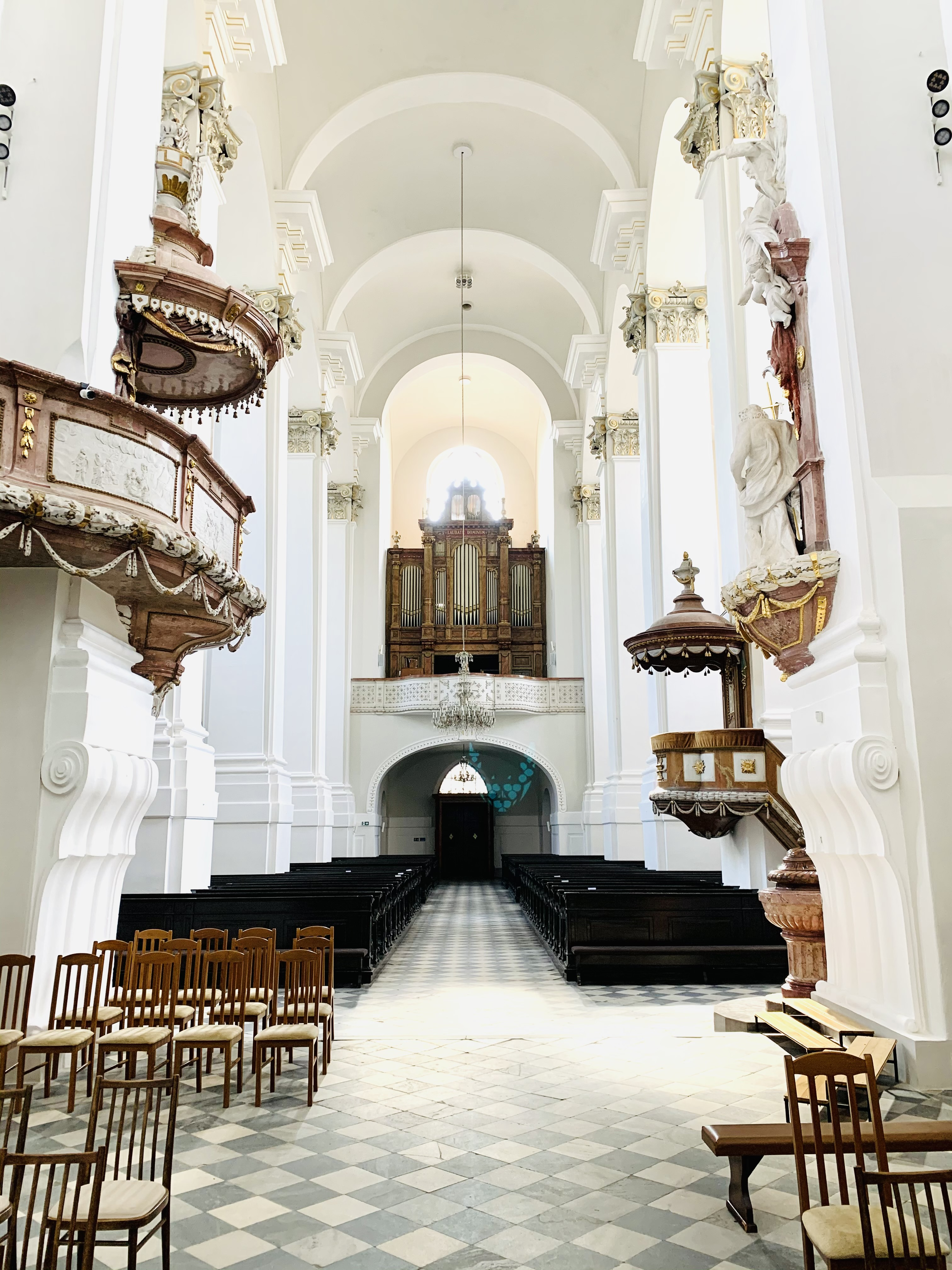
Chór
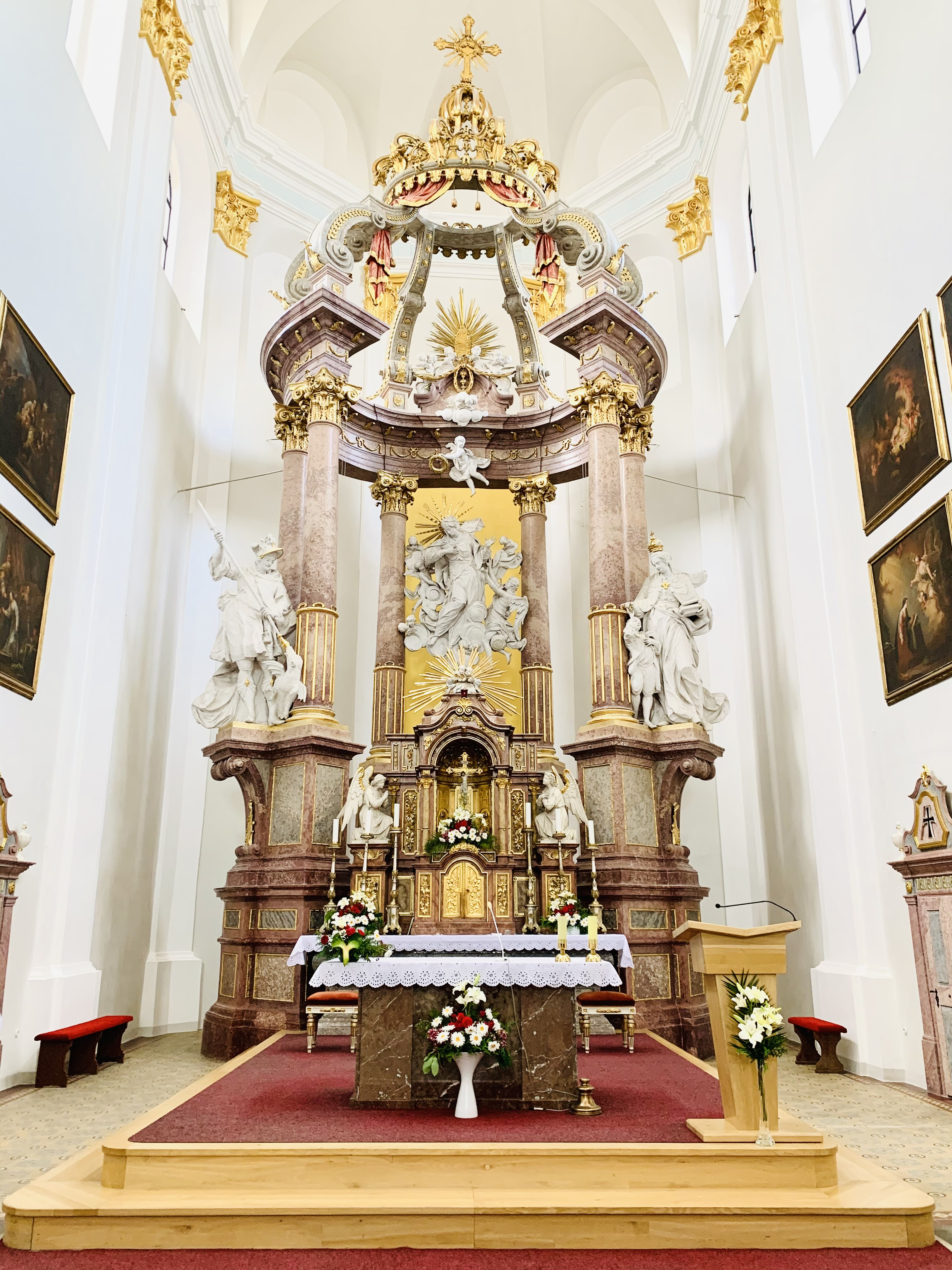
Ołtarz
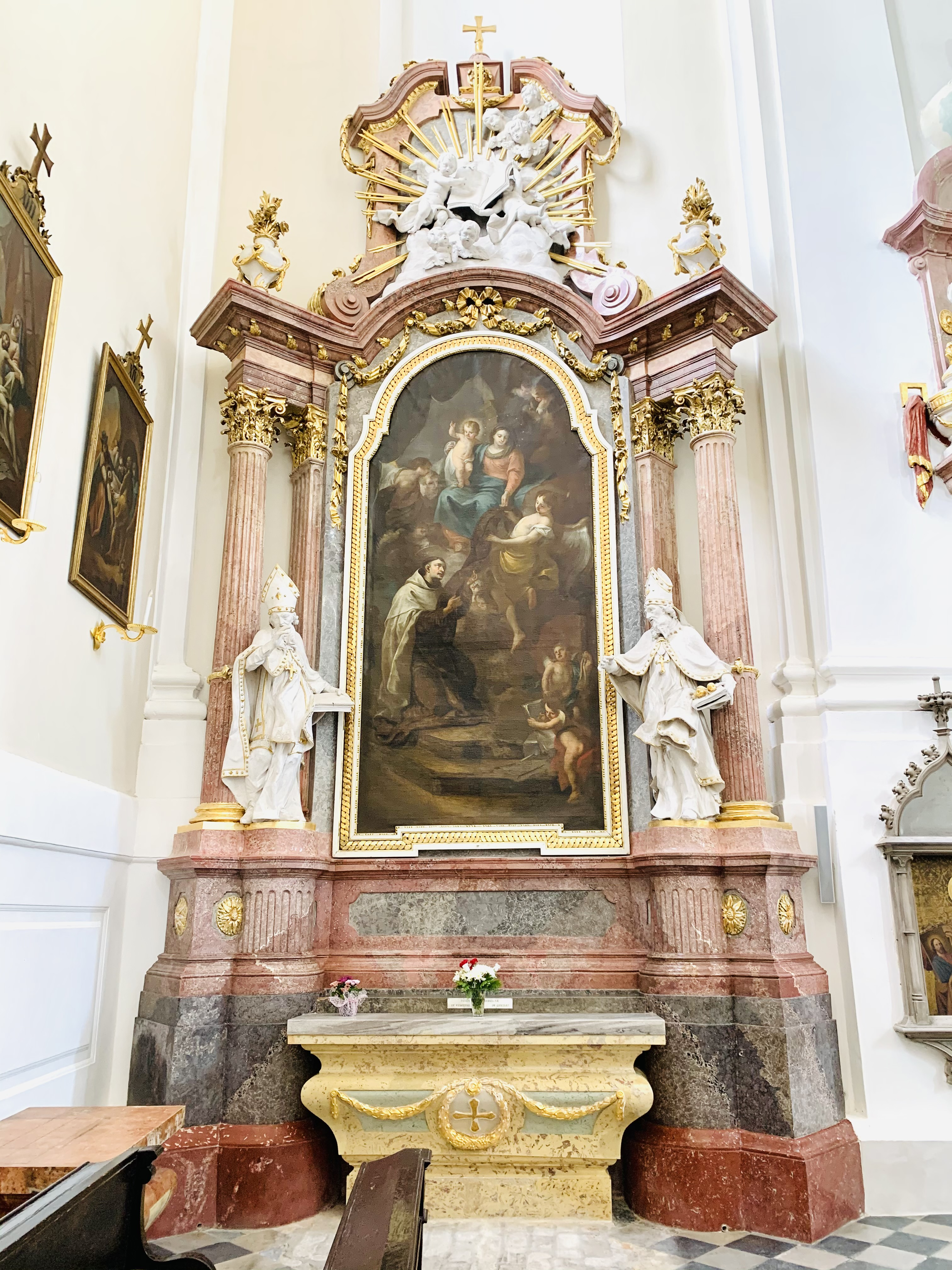
Ołtarz boczny
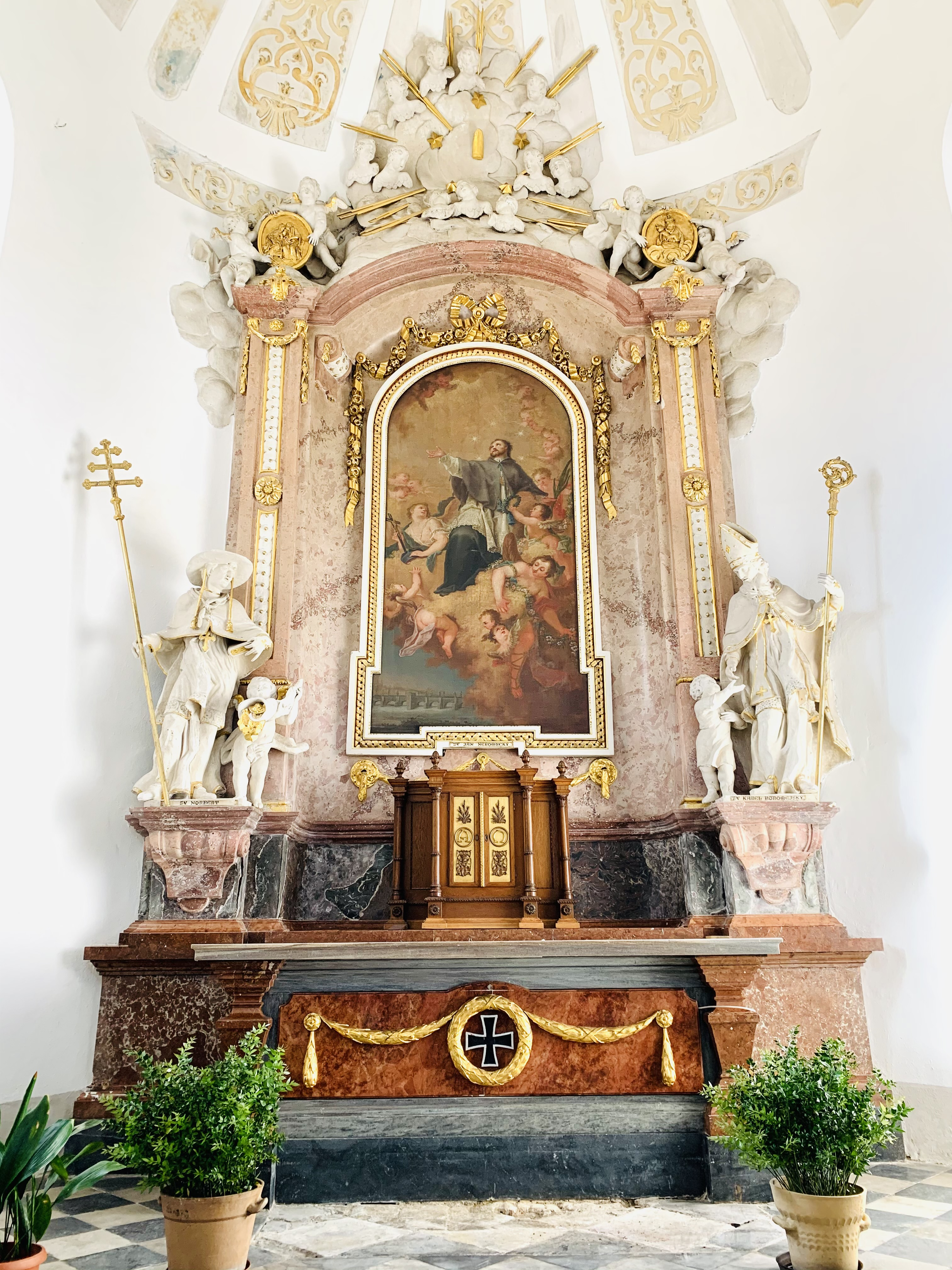
Ołtarz boczny
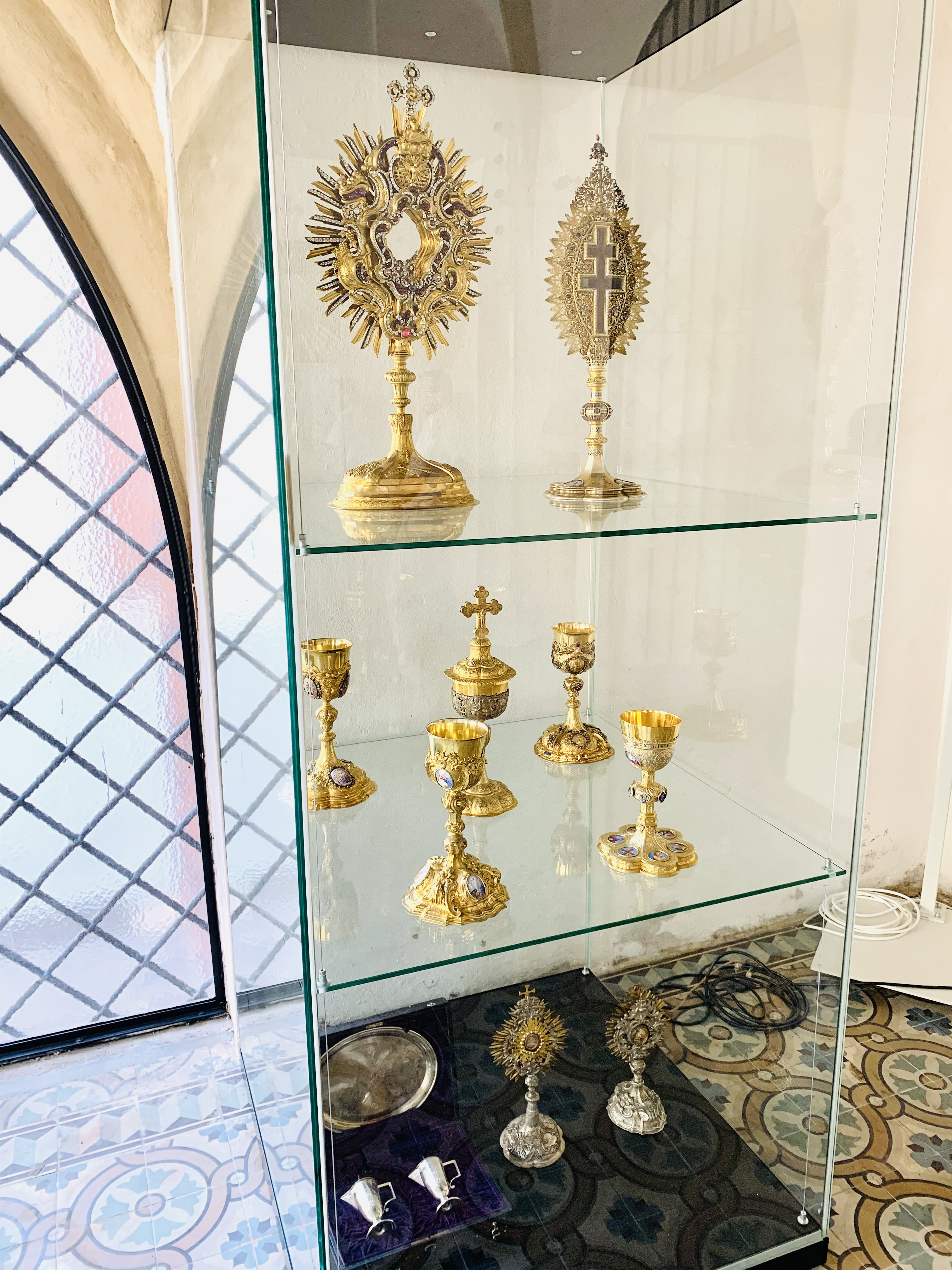
Gablota w jednym z pomieszczeń kościoła